# ابراهیم‌بیگلو (خداآفرین)
ابراهیم‌بیگلو یکی از روستاهای استان آذربایجان شرقی است که در دهستان منجوان غربی بخش منجوان شهرستان خداآفرین واقع شده‌است. این روستا ۷۳ نفر جمعیت دارد.